# Alain Moussi
Alain Moussi, né Alain Despereaux Moussi le 29 mars 1981 à Libreville au Gabon, est un acteur canadien.
Spécialisé dans les arts martiaux, notamment le ju-jitsu, le jiu-jitsu brésilien, le kick-boxing et les arts martiaux mixtes, il participe à de nombreux films en tant que cascadeur.
En 2016, il incarne Charlie Nash dans la web-série Street Fighter: Resurrection et obtient le premier rôle dans le film Kickboxer: Vengeance. En 2018, il reprend son rôle dans la franchise Kickboxer avec Kickboxer : L'Héritage, et endosse le costume de Batman dans le final de la série Titans sur Netflix.

## Filmographie partielle
Sauf indication contraire, les informations mentionnées dans cette section peuvent être confirmées par la base de données cinématographiques IMDb,  présente dans la section « Liens externes ».
- 2012 : Le Transporteur (série télévisée)
- 2013 : White House Down
- 2014 : Pompéi
- 2014 : Being Human (série télévisée)
- 2014 : Wolves
- 2014 : Wings of the Dragon
- 2014 : Only I...
- 2016 : Kickboxer: Vengeance : Kurt Sloane
- 2016 : Street Fighter: Resurrection (web-série)
- 2017 : Kill Order
- 2018 : Kickboxer : L'Héritage : Kurt Sloane
- 2018 : Titans (série télévisée) : Batman (rôle muet)
- 2020 : Jiu Jitsu de Dimitri Logothetis